# Valerio Rizzo
Valerio Rizzo (Savona, 21 settembre 1984) è un pallanuotista italiano, attaccante della Rari Nantes Savona.

## Carriera

### Club
Cresciuto nella Rari Nantes Savona, dopo una stagione alla Telimar Palermo ha militato per dieci stagioni consecutive nel Savona con cui ha conquistato uno scudetto nel 2005 , tre Coppe Len nel 2005, 2011 e 2012 e classificandosi al secondo posto 2 volte in campionato e 5 volte in coppa Italia, 2 volte in Supercoppa Len ed un'altra volta in Coppa Len.
Nel 2013 è passato all'AN Brescia, dove ha giocato fino al 2019, vincendo un'altra Coppa LEN nel 2016 e classificandosi per sei volte al secondo posto in campionato e in Coppa Italia ed una volta in Supercoppa Len.
Nel 2019 fa ritorno alla Rari Nantes Savona, con cui disputa un'altra finale di Coppa LEN nel 2023.

### Nazionale
Con la Nazionale ha vinto quattro medaglie di bronzo: una ai Campionati Europei juniores a Bari nel 2002, una ai Campionati Mondiali Juniores a Napoli nel 2003, una ai Giochi del Mediterraneo a Pescara nel 2009 ed una nella World League ad Almaty nel 2012.

## Statistiche

### Presenze e reti nei club
Statistiche parziali aggiornate al 26 giugno 2011.
| Stagione           | Squadra            | Campionato         | Campionato | Campionato | Coppe nazionali | Coppe nazionali | Coppe nazionali | Coppe continentali | Coppe continentali | Coppe continentali | Totale | Totale |
| Stagione           | Squadra            | Comp               | Pres       | Reti       | Comp            | Pres            | Reti            | Comp               | Pres               | Reti               | Pres   | Reti   |
| ------------------ | ------------------ | ------------------ | ---------- | ---------- | --------------- | --------------- | --------------- | ------------------ | ------------------ | ------------------ | ------ | ------ |
| 2000-01            | R.N. Savona        | A1                 | ?          | ?          |                 | -               | -               |                    | -                  | -                  | ?      | ?      |
| 2001-02            | R.N. Savona        | A1                 | ?          | ?          |                 | -               | -               |                    | -                  | -                  | ?      | ?      |
| 2002-03            | Telimar Palermo    | A1                 | ?          | ?          |                 | -               | -               |                    | -                  | -                  | ?      | ?      |
| 2003-04            | R.N. Savona        | A1                 | ?          | ?          |                 | -               | -               |                    | -                  | -                  | ?      | ?      |
| 2004-05            | R.N. Savona        | A1                 | ?          | ?          |                 | -               | -               |                    | -                  | -                  | ?      | ?      |
| 2005-06            | R.N. Savona        | A1                 | ?          | ?          |                 | -               | -               |                    | -                  | -                  | ?      | ?      |
| 2006-07            | R.N. Savona        | A1                 | ?          | ?          |                 | -               | -               |                    | -                  | -                  | ?      | ?      |
| 2007-08            | R.N. Savona        | A1                 | ?          | ?          |                 | -               | -               |                    | -                  | -                  | ?      | ?      |
| 2008-09            | R.N. Savona        | A1                 | ?          | ?          |                 | -               | -               |                    | -                  | -                  | ?      | ?      |
| 2009-10            | R.N. Savona        | A1                 | ?          | ?          |                 | -               | -               |                    | -                  | -                  | ?      | ?      |
| 2010-11            | R.N. Savona        | A1                 | 28         | 44         | C.I.            | 3               | 2               | E.L. - C.L.        | 13                 | 18                 | 44     | 64     |
| 2011-12            | R.N. Savona        | A1                 | ?          | ?          | C.I.            | -               | -               | C.L. - E.C.        | -                  | -                  | ?      | ?      |
| Totale R.N. Savona | Totale R.N. Savona | Totale R.N. Savona | ?          | ?          |                 | -               | -               |                    | -                  | -                  | ?      | ?      |
| Totale carriera    | Totale carriera    | Totale carriera    | ?          | ?          |                 | -               | -               |                    | -                  | -                  | ?      | ?      |

## Palmarès

### Club
- Campionato italiano: 1

Rari Nantes Savona: 2004-05
- Coppe LEN: 4

Rari Nantes Savona: 2004-05, 2010-11, 2011-12
AN Brescia: 2015-2016

### Nazionale
- Bronzo nella World league: 1

Italia: Almaty 2012
- Bronzo ai campionati mondiali juniores: 1

Italia: Napoli 2003
- Bronzo ai giochi del Mediterraneo: 1

Italia: Pescara 2009
- Bronzo ai campionati europei juniores: 1

Italia: Bari 2002